# الابدیر، سالووا
الابدیر، سالووا (به لاتین: Alabedir, Suluova) یک منطقهٔ مسکونی در ترکیه است که در استان آماسیه واقع شده‌است.